# Crkva Gospe od Karmela u Trogiru
Crkva Gospe od Karmela nalazi se u Trogiru, na adresi ul. bl. Augustina Kažotića.
Crkva je smještena u predijelu Pasike. Podignuta je 1618 na mjestu starije crkve, na pravokutnom tlocrtu s četvrtastom apsidom od pravilno klesanog kamena. Glavno pročelje gleda na istok. Na glavnom ožbukanom pročelju nalazi se portal s profiliranim kamenim okvirom. Sred pročelja je rozeta a vrh je zaključen blago povijenim zabatom. Nad desnim dijelom pročelja uzdiže se zvonik. Na sjevernom pročelju nalaze se bočni ulaz u lađu, te ulaz u sakristiju. U interijeru su vrijedni oltari: na glavnom oltaru je slika Gospe od Karmela Konstantina Zane iz 1658., na južnom je drveni pozlaćeni oltar Bogorodice s djetetom iz 16.st., a na sjevernom sv. Franjo Paulski iz 17.st.

## Zaštita
Pod oznakom Z-1412 zavedena je kao nepokretno kulturno dobro - pojedinačno, pravna statusa zaštićena kulturnog dobra, klasificirano kao "sakralna graditeljska baština".